# Crise financeira na Islândia em 2008
A crise financeira de 2008 na Islândia envolveu três dos principais bancos na Islândia e de seu controle pelo governo. Em setembro daquele ano, foi anunciado que o banco Glitnir seria nacionalizado. Na semana seguinte, o controle do Landsbanki e do Glitnir foram cedidos à Autoridade de Supervisão Financeira da Islândia (Fjármálaeftirlitið),  FME. Em seguida, a FME assumiu o controle do maior banco da Islândia, o Kaupthing. O ex-primeiro ministro Geir Haarde foi indicado como um dos possíveis responsáveis pela crise.
O Poder Executivo islandês acabou por emitir um decreto urgente pelo qual chamou para si a responsabilidade de nacionalizar instituições financeiras privadas, para evitar o colapso financeiro do país - à época,  o mais abalado na Europa pela crise.
A dívida da Islândia chegou a representar 900% do PIB, e a moeda nacional (coroa islandesa) se desvalorizou 80% em relação ao euro. O país caiu em uma profunda recessão. Entre 2008 e 2010, o  PIB encolheu 11% em dois anos.

## Suspensão dos negócios da bolsa

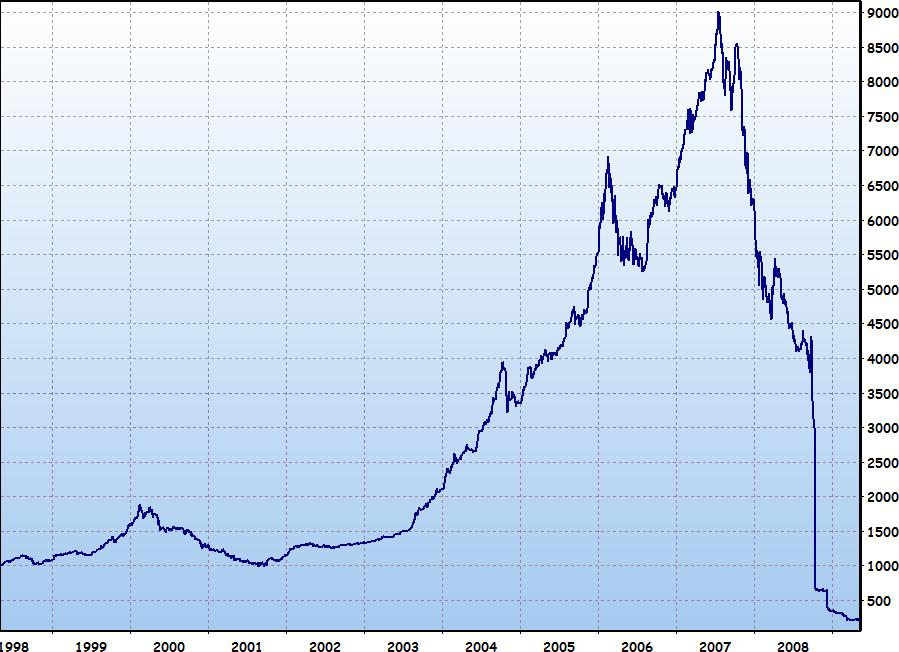
Gráfico com os índices da bolsa de valores

A bolsa de valores de Reykjavik suspendeu completamente os negócios com ações e títulos entre os dias 9 e 13 de outubro. Um porta-voz da empresa OMX, que administra a bolsa de valores do país, comunicou que a suspensão dos negócios, dominados pelos bancos locais, tornara-se inevitável "por causa da  situação incomum do mercado".

### Queda histórica
De nada adiantou segurar as operações da Bolsa por três dias. Quando o mercado de valores reabriu, os negócios tiveram queda de 76,2%. Foi a maior queda da história do índice OMX Iceland 15, o que passou o país da condição de uma economia de sucesso à situação de um  Estado à beira da falência.

### Corte nos juros
O Banco Central do país cortou, pela primeira vez desde 2003, a taxa básica de juros do país de 15,5% para 12% anuais e afirmou que a Islândia deveria passar por uma  acentuada contração econômica. Anunciou também que chegara a um acordo para realizar leilões diários no mercado de câmbio, a fim de conseguir divisas.

## Ajuda internacional
O Governo do país recorreu ao Fundo Monetário Internacional (FMI), através de seu ministro das Finanças, Árni Mathiesen, em busca de ajuda para evitar o colapso econômico do país.Além disso, autoridades islandesas foram a Moscou para pedir um empréstimo emergencial de US$ 5,47 bilhões, a fim de restaurar seu sistema financeiro.
No final de outubro de 2008,  o jornal Financial Times  anunciou que a Islândia obtivera um plano de resgate de 6 bilhões de dólares procedentes do  FMI  e de vários bancos centrais, para ajudá-la a sair da crise. O governo de Urdur Gunnarsdottir não confirmou nem  desmentiu essa informação.  Posteriormente, durante entrevista coletiva, em Reykjavik,  o chefe da missão do FMI, Paul Thomsen, declarou que que o país obtivera um empréstimo de 2,1 bilhões de dólares (1,6 bilhão de euros) do FMI e que conseguiria 4 bilhões de dólares suplementares, oriundos de outros países, totalizando cerca de 6 bilhões de ajuda para um período de dois anos. 

## Falência
O país chegou a declarar  falência, já que não está conseguia honrar os compromissos da dívida externa. O pagamento de 750 milhões de dólares de amortização de um empréstimo contraído por um dos bancos nacionalizados foi suspenso.  O colapso do sistema bancário do país, a que se somavam investimentos de alto risco e qualidade duvidosa, além do descrédito internacional na economia islandesa, deixava à vista uma grave crise econômica.
Para os investidores portugueses, a falência da Islândia significava o risco de perdas estimadas em 12,4 milhões de euros.

## Venda em leilão
O país foi posto à venda em leilão, por um anúncio, publicado  como piada, no site eBay, cujo texto dizia: 
"Localizada na faixa meio-atlântica do norte do oceano Atlântico, a Islândia oferece um ambiente habitável, cavalos islandeses e, admite-se, uma situação financeira um pouquinho atribulada.  O cenário e a fauna são lindos, mas a situação financeira precisa de reparos -- favor retirar pessoalmente". Houve 26 lances anônimos e quatro não anônimos.  Os lances, que começaram em 99 pences, chegaram  a 10 milhões de libras ou 17 milhões de dólares americanos.

## Protestos populares
A partir de outubro de 2008, a Islândia assistiu aos maiores protestos populares de sua história. Cada vez mais revoltada contra o governo e as autoridades  econômicas do país, a população exige mudanças de fundo no Executivo e pede ainda a prisão para todos os responsáveis pela ruína da nação.  Milhares de islandeses realizaram  concentrações durante seis sábados consecutivos para protestar contra a má atuação  das autoridades na crise. A  moeda fora drasticamente desvalorizada, e a inflação disparava. Em uma dessas concentrações, os manifestantes pediam a antecipação das eleições  e protestavam contra o FMI, por "atentar contra o sistema de bem-estar social islandês."

## Ajuda
A cantora islandesa Björk, como representante de um fundo de capital de risco, resolveu ajudar a recuperar a economia do país, auxiliando empresas com responsabilidade ambiental e social. O fundo criado tem sede em Reikjavik e foi desenvolvido por meio de uma parceria entre a cantora e a empresa Audur Capital. A iniciativa, que leva o nome de Björk, arrecadou cerca de 600 mil euros até janeiro de 2009 e pretendia alcançar a cifra de 9 milhões de euros até março, com a colaboração de novos investidores.